# Mary Pickford (cocktail)
Il Mary Pickford è un cocktail riconosciuto dall'IBA, appartenente alla categoria anytime.  

## Storia
Il cocktail è un omaggio all'attrice Mary Pickford. Venne creato al bar dell'hotel National di Cuba nel 1920. 

## Composizione

### Ingredienti
- 5 cl rum bianco
- 1 cl maraschino
- 5 cl succo d'ananas
- 2 cl sciroppo di granatina

### Preparazione
Versare tutti gli ingredienti nello shaker, servire in una coppetta da cocktail precedentemente raffreddata. 